# オレンジゆずるバス

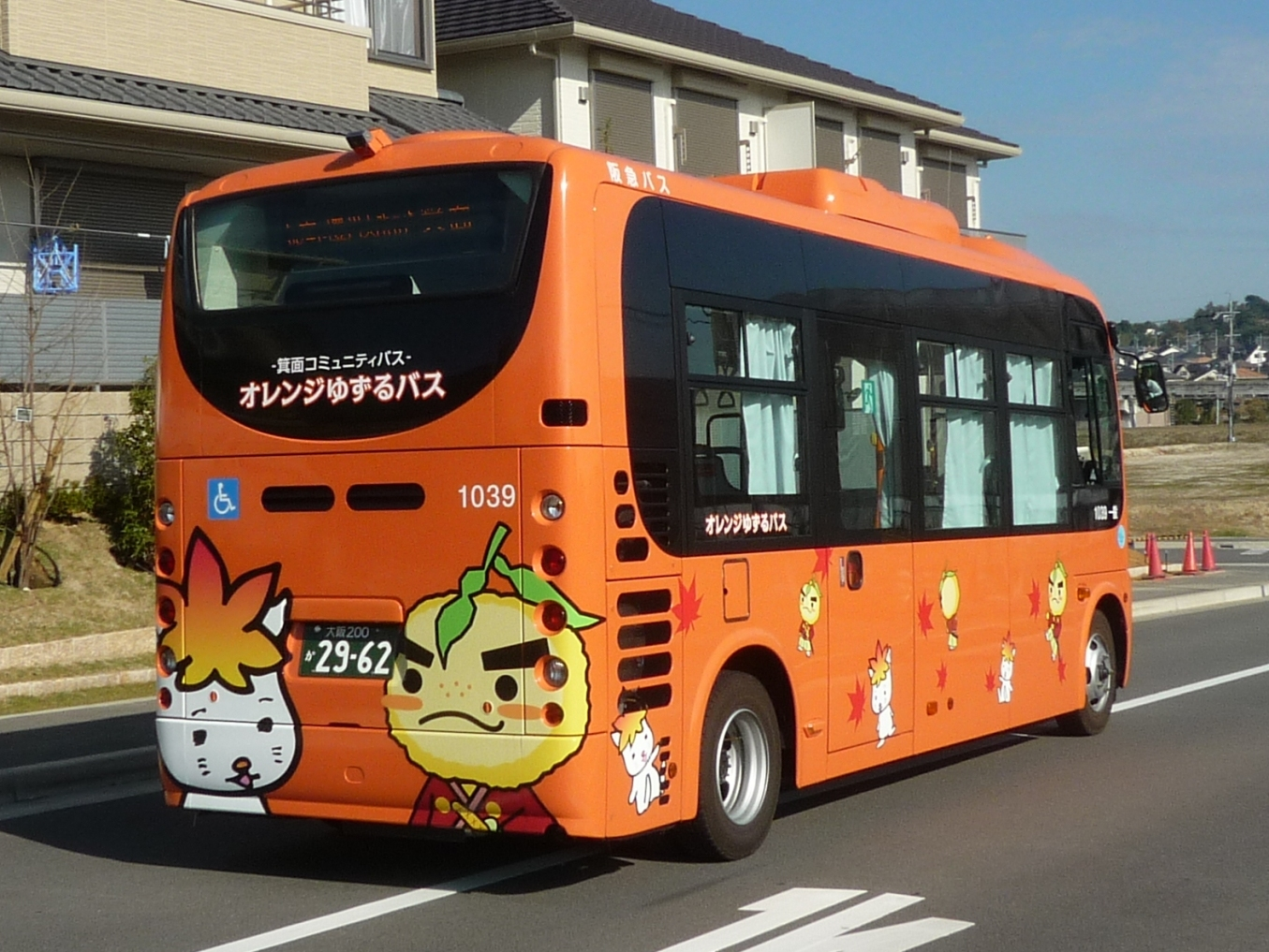
バスの後部・彩都粟生南2丁目にて

オレンジゆずるバスは、大阪府箕面市内で運行しているコミュニティバス。
阪急バス茨木営業所が箕面市から運行を受託し、車両デザイン・愛称は公募で決定した。これまで運行されていた公共施設巡回福祉バス（Mバス）にとって代わり、2010年9月1日から3年間の実証試験運行を経た後、2013年5月20日より平日（月 - 土曜）のみの本格運行および休日（日曜・祝日）のみの実証運行が開始された。

## 概要
- 平日は8時から18時まで60分間隔、休日は10時から17時まで90分間隔で運行。
- バスロケーションシステムを全線で導入しているため、パソコン・携帯電話端末を用いてバスの運行情報をリアルタイムで確認する事が可能。
- 箕面市では、バス停1日あたり9人以下およびバス1便あたり15人以下の利用の場合、バス停廃止および減便の対象とする見直し基準を1年毎に設けており、廃止対象とならないよう、バスの利用促進を市民に呼びかけている。

### 運賃
- 料金は区間一律で、降車時に支払。運行開始以来、二度の消費増税に伴い、以下の料金もそれに合わせて細かく変更されている。

| 運賃早見表                          | 大人（中学生以上）                                                                                     | 小児（小学生以下、幼児(小学校入学前まで子供)は小学生以上の同伴者1人につき2人まで無料。1歳未満は無料）  | 70歳以上の市内在住高齢者 （高齢者運賃割引証）                                                          | 障害者・その介護者                                                                                     |
| ----------------------------------- | --- | --- | --- | --- |
| 運賃                                | 230円                                                                                                  | 100円                                                                                                  | 100円                                                                                                  | 大人100円 小児50円                                                                                     |
| 一日乗車券                          | 460円                                                                                                  | 200円                                                                                                  | 200円                                                                                                  | 大人200円 小児100円                                                                                    |
| 回数券                              | 2300円（220円券11枚） 5750円（220円券28枚）                                                            | 1000円（100円券11枚） 2500円（100円券28枚）                                                            | 1000円（100円券11枚） 2500円（100円券28枚）                                                            | 1000円（100円券11枚） 2500円（100円券28枚）                                                            |
| ICカード                            | hanicaとICOCA,PiTaPaなどの全国相互利用サービスに対応したICカード（料金は均一）                         | hanicaとICOCA,PiTaPaなどの全国相互利用サービスに対応したICカード（料金は均一）                         | hanicaとICOCA,PiTaPaなどの全国相互利用サービスに対応したICカード（料金は均一）                         | hanicaとICOCA,PiTaPaなどの全国相互利用サービスに対応したICカード（料金は均一）                         |
| 定期券 （専用定期券）               | 1ヶ月9660円、3ヶ月27530円、6か月52160円                                                                | 1ヶ月4620円、3ヶ月11780円、6ヶ月20790円                                                                | 1ヶ月4200円、3ヶ月10710円、6ヶ月18900円                                                                | 1ヶ月4200円、3ヶ月10710円、6ヶ月18900円                                                                |
| 定期券 （阪急スクールパス）         | 学生を対象、340円区間の場合：1学期29240円、2学期31630円、2学期プラス34990円、3学期22180円、学年87400円 | 学生を対象、340円区間の場合：1学期29240円、2学期31630円、2学期プラス34990円、3学期22180円、学年87400円 | 学生を対象、340円区間の場合：1学期29240円、2学期31630円、2学期プラス34990円、3学期22180円、学年87400円 | 学生を対象、340円区間の場合：1学期29240円、2学期31630円、2学期プラス34990円、3学期22180円、学年87400円 |
| 定期券 （はんきゅうグランドパス65） | 65歳から69歳までの高齢者を対象：1ヶ月6800円、3ヶ月14100円、6ヶ月26700円、1年51200円                    | 65歳から69歳までの高齢者を対象：1ヶ月6800円、3ヶ月14100円、6ヶ月26700円、1年51200円                    | 65歳から69歳までの高齢者を対象：1ヶ月6800円、3ヶ月14100円、6ヶ月26700円、1年51200円                    | 65歳から69歳までの高齢者を対象：1ヶ月6800円、3ヶ月14100円、6ヶ月26700円、1年51200円                    |
| 定期券 （はんきゅうグランドパス70） | 70歳以上の高齢者を対象：1ヶ月6400円、3ヶ月13400円、6ヶ月25400円、1年48600円                            | 70歳以上の高齢者を対象：1ヶ月6400円、3ヶ月13400円、6ヶ月25400円、1年48600円                            | 70歳以上の高齢者を対象：1ヶ月6400円、3ヶ月13400円、6ヶ月25400円、1年48600円                            | 70歳以上の高齢者を対象：1ヶ月6400円、3ヶ月13400円、6ヶ月25400円、1年48600円                            |

- 同じルート以外の路線及び、阪急バス箕面森町線との乗継割引（100円引）がかつては存在したが、現在は一日乗車券（440円）にとって代わった。専用回数券はバス車内で販売している。
  - いずれも現金払いのみ対応。
- ICカードを使った場合、属性に関係なく均一料金である（大人・子供の違いやhanicaの割引制度を除く）。

利用できない乗車券
スルッとKANSAIの磁気カードは2013年4月30日で終了。

## 路線
阪急バスにおける正式な路線名は「箕面循環線」となっている。
2024年3月23日、北大阪急行電鉄南北線ダイヤ改正により箕面萱野駅まで延伸されることに伴い路線を再編。
赤・青・黄・緑の4ルート体制で運行されている。緑ルートは平日のみ運行。
- 赤ルート（西部北・東部中循環）
  - 箕面駅→平和台→新稲→桜ヶ丘→箕面市役所前⇔箕面高校前⇔ 市立病院⇔稲ふれあいセンター⇔船場西二丁目⇔箕面萱野駅→白島一丁目→新家→小野原→粟生間谷西一丁目→外院の里→青松園中央→白島→箕面萱野駅※箕面市役所前→箕面警察前→箕面駅

[※⇔に戻る]
- 青ルート（中部・東部北循環）
  - 箕面駅→ルミナス箕面の森→如意谷三丁目→箕面駅⇔箕面市役所前⇔市立病院⇔稲ふれあいセンター⇔箕面萱野駅南⇔ 青松園前⇔粟生団地→東山北公園前→間谷北公園前→間谷住宅入口→粟生団地※

[※⇔に戻る]
- 黄ルート（西部南・東部南循環）
  - 箕面駅→箕面市役所前→牧落駅→桜井駅→桜ヶ丘→瀬川緑地公園前→半町→牧落→箕面市役所前→箕面駅⇔箕面市役所前⇔稲⇔市立病院⇔稲ふれあいセンター⇔船場東三丁目⇔阪急小野原住宅南→小野原南→小野原東→多世代地域交流センター前→多文化交流センター前→阪急小野原住宅南※

[※⇔に戻る]
- 緑ルート（箕面駅・箕面萱野駅往復、平日のみ）
  - 箕面駅⇔箕面市役所前⇔市立病院⇔稲ふれあいセンター⇔箕面萱野駅南⇔箕面萱野駅

## 過去の路線
北大阪急行電鉄南北線の箕面萱野駅延伸前までのダイヤ（2024年3月22日時点）
月〜土曜は青・赤・黄の3ルート体制で運行されていた。
日・祝日は紫・緑の2ルート体制で運行されていた。
（月〜土曜）
- 青ルート（西部北・東部北循環）
  - 箕面市役所前→箕面駅→平和台→新稲→渋谷高校前→桜ヶ丘→箕面市役所前⇔市立病院⇔稲ふれあいセンター⇔かやの中央⇔石丸⇔青松園前⇔粟生団地→東山北公園前→間谷北公園前→彩都粟生南→粟生団地※

[※⇔に戻る]（西部左回り・東部右回り循環）
- 赤ルート（中部・東部中循環）
  - 箕面駅→ルミナス箕面の森→如意谷三丁目→箕面駅⇔箕面市役所前⇔市立病院⇔稲ふれあいセンター⇔かやの中央⇔白島一丁目⇔新家⇔外院の里⇔東生涯学習センター前⇔尼谷⇔小野原⇔小野原南（全区間シャトル運行）
- 黄ルート（西部南・東部南循環）
  - 箕面駅→箕面市役所前→牧落駅→桜井駅→桜ヶ丘→瀬川緑地公園前→半町→牧落→箕面市役所前→箕面駅⇔箕面市役所前⇔稲⇔市立病院⇔稲ふれあいセンター⇔船場西二丁目⇔船場東三丁目⇔阪急小野原住宅南→小野原南→小野原東→多世代地域交流センター前→多文化交流センター前→阪急小野原住宅南※

[※⇔に戻る]（西部左回り・東部左回り循環）
（日・祝日）
- 紫ルート（箕面駅・桜井・平和台・如意谷循環）
  - 箕面駅→ルミナス箕面の森→如意谷三丁目→箕面駅→箕面市役所前→桜ヶ丘→瀬川緑地公園前→半町→桜井駅→桜ヶ丘→箕面市役所前→箕面駅→平和台→箕面駅（終点）
- 緑ルート（かやの中央・小野原・粟生団地循環）
  - 〔右回り/左回り〕かやの中央⇔船場東三丁目⇔今宮三丁目⇔小野原南⇔小野原⇔粟生団地⇔青松園前⇔石丸南⇔かやの中央（終点）

2013年5月20日から2014年5月10日までのルート以降、平日（月 - 土曜）・休日（日曜・祝日）それぞれの運行ルートに区別された。
平日は青・赤・黄の3ルート体制で運行されていた。
これまでのルートを踏襲する形で再編され、青ルート西部北からの箕面駅経由の廃止及び、黄ルート全体のかやの中央経由の廃止など、一部区間におけるショートカットが実施された。
休日は1・2・3・4・5の5ルート体制で運行されていた。
買い物利用客を対象とした局地的な運行区間であった。
（平日）
- 青ルート（西部北・東部北循環）
  - 箕面市役所前→箕面駅→平和台→新稲→渋谷高校前→桜ヶ丘→箕面市役所前⇔市立病院⇔稲ふれあいセンター⇔かやの中央⇔白島一丁目⇔青松園前⇔粟生団地→東山北公園前→間谷北公園前→彩都粟生南→粟生団地※

[※⇔に戻る]（西部左回り・東部右回り循環）
- 赤ルート（中部・東部中循環）
  - 如意谷一丁目→ルミナス箕面の森→如意谷三丁目→如意谷一丁目⇔箕面駅⇔箕面市役所前⇔市立病院⇔稲ふれあいセンター⇔かやの中央⇔西宿⇔新家⇔外院の里⇔東生涯学習センター前⇔尼谷⇔小野原⇔小野原南（全区間シャトル運行）
- 黄ルート（西部南・東部南循環）
  - 箕面駅→箕面市役所前→牧落駅→桜井駅→桜ヶ丘→瀬川緑地公園前→半町→牧落→箕面市役所前→箕面駅⇔箕面市役所前⇔稲⇔市立病院⇔稲ふれあいセンター⇔船場西三丁目⇔船場東三丁目⇔阪急小野原住宅南→小野原南→小野原東→多世代地域交流センター前→多文化交流センター前→阪急小野原住宅南※

[※⇔に戻る]（西部左回り・東部左回り循環）
（休日）
- 1ルート（如意谷・平和台循環）
  - ルミナス箕面の森⇔如意谷一丁目⇔箕面駅→平和台→新稲→スカイアリーナ→新稲→箕面駅（左回り循環）
- 2ルート（桜井・箕面循環）
  - 箕面駅→箕面市役所前→牧落駅→桜井駅→桜ヶ丘→瀬川緑地公園前→半町→牧落→箕面市役所前→箕面駅（左回り循環）
- 3ルート（箕面 - かやの - 粟生）
  - 箕面駅⇔箕面市役所前⇔芝西⇔かやの中央⇔白島一丁目⇔青松園前⇔粟生団地（全区間シャトル運行）
- 4ルート（かやの・小野原循環）
  - かやの中央⇔船場東三丁目⇔阪急小野原住宅南→小野原南→小野原東→多世代地域交流センター前→多文化交流センター前→阪急小野原住宅南※

[※⇔に戻る]（左回り循環）
- 5ルート（粟生間谷・小野原循環）
  - 粟生団地→東山北公園前→間谷北公園前→彩都粟生南→粟生団地⇔東生涯学習センター前⇔尼谷⇔小野原⇔小野原南（右回り循環）

2011年9月1日から2013年5月19日までのルートは、緑ルートが青ルート、桃ルートが黄ルートにそれぞれ統合され、青・赤・黄の3ルート体制に変更された。
- 青ルート（西部北・東部北循環）
  - 箕面駅→平和台→新稲→桜ヶ丘→箕面六丁目→箕面駅⇔箕面市役所前⇔市立病院⇔かやの中央⇔白島⇔青松園前⇔粟生団地→東山北公園前→間谷北公園前→彩都粟生南→東生涯学習センター前→粟生団地※

[※⇔に戻る]（西部左回り・東部右回り循環）
- 赤ルート（中部・東部中循環）
  - 青松園前⇔石丸⇔ルミナス箕面の森⇔如意谷三丁目⇔箕面駅⇔箕面市役所前⇔稲⇔市立病院⇔船場西三丁目⇔かやの中央⇔新家⇔東生涯学習センター前⇔東小学校前⇔小野原⇔小野原南（全区間シャトル運行）

- 黄ルート（西部南・東部南循環）
  - 箕面駅→箕面市役所前→牧落駅→桜井駅→桜ヶ丘→瀬川緑地公園前→半町→牧落→箕面市役所前→箕面駅⇔箕面市役所前⇔市立病院⇔坊島四丁目⇔かやの中央⇔船場東三丁目⇔阪急小野原住宅南→小野原南→小野原東→松出公園前→阪急小野原住宅南※

[※⇔に戻る]（西部左回り・東部左回り循環）
2010年9月1日から2011年8月31日までのルートは、緑・桃・赤・青・黄の5ルート体制であった。
- 緑ルート（西部北循環）
  - 市立病院→新船場北橋→かやの中央→箕面市役所前→箕面→平和台→新稲→桜ヶ丘→桜→箕面市役所前→市立病院（左回り循環）
- 桃ルート（西部南循環）
  - 市立病院→新船場北橋→かやの中央→箕面市役所前→牧落駅→桜井駅→桜ヶ丘→瀬川緑地公園前→半町→牧落→箕面市役所前→市立病院（左回り循環）
- 赤ルート（中部循環）
  - 市立病院⇔西宿三丁目⇔かやの中央⇔青松園前⇔白島北⇔ルミナス箕面の森⇔如意谷一丁目⇔箕面⇔箕面市役所前⇔稲待合所⇔市立病院（左右交互運行）
- 青ルート（東部北循環）
  - 箕面→箕面市役所前→市立病院→新船場北橋→かやの中央→青松園前→粟生団地→東山南公園前→間谷住宅4→彩都粟生南→豊川支所前→外院の里→青松園前→かやの中央→新船場北橋→市立病院→箕面市役所前→箕面（右回り循環）
- 黄ルート（東部南循環）
  - 箕面⇔箕面市役所前⇔かやの中央⇔小野原西⇔豊川支所前⇔小野原東⇔阪急小野原住宅南⇔今宮三丁目⇔船場西三丁目⇔市立病院⇔箕面市役所前⇔箕面（左右交互運行）

## 運行車両
- 日野・ポンチョ
  - 専用車両は現在のところ7台が在籍していて、予備車両1台を除いた6台が通常運用に就いている。
  - オレンジ色のベースカラーに、箕面市のゆるキャラであるモミジーヌと滝ノ道ゆずるのラッピングが施されている。
  - 交通渋滞における遅延対策に伴い、予備車両が2台以上必要となった秋の行楽シーズン時及び、車両故障などで急遽代車が必要になった時には、阪急バスの三菱ふそう・ローザがピンチヒッターとして代走した実績がある。

## その他
- 青ルートは経路の都合上、新稲- 桜ヶ丘西間にて隣接する池田市に越境していて、これまでは当該区間にある阪急バスの3停留所（畑四丁目・石澄・呉羽の里）には停車せずに通過する扱いとなっていたが、2013年5月以降「畑四丁目」・「渋谷高校前」（石澄と同じ位置）の2停留所が新設された。ただし、「呉羽の里」については諸般の事情により、停留所の設置が見送られた。この2停留所は2024年3月の路線再編時に廃止され、再び通過扱いとなった。
- 「白島北」・「石丸」の2停留所は、2013年5月に一度廃止されたものの、2014年5月に再度復活するといった極めて珍しいケースである。
- 「松寿荘前」停留所は、2013年4月に松寿荘が稲ふれあいセンターに移転したことに伴い、同年5月を以って「船場西一丁目」に改称された。
- 「船場西三丁目」停留所は、2014年5月のルート変更に伴う移転により、「船場西二丁目」に改称された。
- 「萱野小学校前」停留所は、2024年の路線再編時に「箕面萱野駅南」に改称された。
- 箕面市立病院付近の停留所は、平日は病院敷地内の「市立病院」・休日は市道沿いの「市立病院前」にそれぞれ区別されている。
- 当初計画では、箕面グリーンロード経由で箕面森町方面に向かう「北部ルート」を週1日で運行する案も検討されていたが、諸般の事情により廃案となってしまい、その代わりとして「オレンジゆずるバス←→阪急バス箕面森町線」のみ、乗継割引（現在は一日乗車券による）が適用された経緯がある。
- 箕面市外にある鉄道駅には乗り入れしないものの、隣接する茨木市・吹田市・豊中市・池田市の駅の中には、かなり歩くことにはなるが徒歩連絡する事も可能な駅もある。ただし、バスの本数が少ないため、鉄道からバスへの乗換えには充分な余裕が必要である。
  - 大阪モノレール彩都西駅（青ルートの間谷北公園前より約1.0km）
  - 大阪モノレール豊川駅（黄ルートの小野原東より約0.8km）
  - 阪急電鉄北千里駅（黄ルートの今宮三丁目もしくは黄ルートの小野原南より約1.5km）
  - 阪急電鉄石橋阪大前駅（黄ルートの西南小学校前より約0.7km）
- 2013年4月より車内でデジタルサイネージによる情報サービスを開始した[3]。
- オレンジゆずるバスでは基本的に車内音声による宣伝広告は一切行われないものの、黄ルートの「阪急小野原住宅南」停留所東行きのみ唯一の例外で、某カフェの宣伝広告が2013年5月19日まで行われていた。